# Socha svatého Antonína Paduánského (Chrudim)
Barokní pískovcová socha svatého Antonína Paduánského od neznámého autora byla pořízena v letech 1719–1728 jako součást souboru sochařských děl instalovaných v Široké ulici v okresním městě Chrudim. Socha je od roku 1958 chráněna jako nemovitá kulturní památka ČR.

## Historie
Socha svatého Antonína Paduánského byla v roce 1960 spolu se zbylými čtyřmi sochami světců přemístěna kvůli rozšíření ulice na bývalý hřbitov u kostela svatého Michaela archanděla a v roce 1997 byla umístěna zpět na pískovcový parapet rampy v Široké ulici (u mostu přes mlýnský náhon), stoupající od mostu u muzea nad městským náhonem.

## Popis
Na hranolovém podstavci umístěném na novodobém pískovcovém parapetu rampy Široké ulice stojí socha prostovlasého světce v životní velikosti oděného v poustevnický šat s vlajícím pláštěm přes rameno. Světec drží v pravé ruce rozevřenou knihu a levou rukou hladí po hlavě prostovlasé dítě, oděné bederní rouškou.
V roce 2023 proběhlo celkové restaurování sochy.